# Râul Mărăușa
Râul Mărăușa este un râu din județul Satu Mare, unul din cele două brațe care formează râului Valea Albă. 

## Hărți
- Harta județului Satu Mare